# Александър Цветанов
Александър Цветанов е български офицер (полковник) от инженерните войски, участник във войните за обединение на нацията.

## Биография
Александър Цветанов е роден на 15 юли 1865 година в Плевен. През 1882 година постъпва във Военното училище в София. По време на Сръбско-българската война (1885) с 3-та рота от 4-ти пехотен плевенски полк взема участие в боя при Трън (3 ноември), при Три уши (3 – 5 ноември) и при Пирот (15 ноември). За изключителната си храброст и решителност е награден с войнишки кръст „За храброст“ III и IV степен и е произведен в чин подпоручик.
По-късно Александър Цветанов командва 7-а пионерна дружина (1903) и железопътна дружина. През Балканската война (1912 – 1913) полковник Цветанов е началник на инженерните войски на 1-ва армия.
През Първата световна война (1915 – 1918) е командир на бригада и е награден с орден „За храброст“ III степен.

## Награди
- Военен орден „За храброст“ III степен
- Войнишки кръст „За храброст“ III и IV степен